# 巴爾莫勒爾 (馬里蘭州)
巴爾莫勒爾（英語：Balmoral）是位於美國馬里蘭州弗雷德里克縣的一個非建制地區。

## 地理
巴爾莫勒爾所處的海拔為高於海平面135米（即443英呎），而該地所採用的時區為UTC-5，即北美东部時區（EST）。同時該地設有夏令時間，為UTC-5調快一小時，即UTC-4（EDT）。